# Les Chapelles-Bourbon
Les Chapelles-Bourbon är en kommun i departementet Seine-et-Marne i regionen Île-de-France i norra Frankrike. Kommunen ligger i kantonen Rozay-en-Brie som tillhör arrondissementet Provins. År 2022 hade Les Chapelles-Bourbon 464 invånare.

## Befolkningsutveckling
Antalet invånare i kommunen Les Chapelles-Bourbon
| Referens: INSEE |